# Tohle je ráj
Tohle je ráj (v anglickém originále Wanderlust) je americká filmová komedie z roku 2012. Režisérem filmu je David Wain. Hlavní role ve filmu ztvárnili Paul Rudd, Jennifer Aniston, Justin Theroux, Malin Akerman a Lauren Ambrose.

## Obsazení
| Paul Rudd        | George Gergenblatt |
| Jennifer Aniston | Linda Gergenblatt  |
| Justin Theroux   | Seth               |
| Malin Akerman    | Eva                |
| Lauren Ambrose   | Almond Cohen       |
| Joe Lo Truglio   | Wayne Davidson     |
| Alan Alda        | Carvin Wiggins     |
| Kathryn Hahn     | Karen              |
| Ken Marino       | Rick Gergenblatt   |
| Jordan Peele     | Rodney Wilson      |
| Ray Liotta       | sebe               |